# Kettenhof
Die Herrschaft Kettenhof war eine Grundherrschaft im Viertel unter dem Wienerwald im Erzherzogtum Österreich unter der Enns, dem heutigen Niederösterreich.

## Ausdehnung
Die Herrschaft, die auch die Grundherrlichkeit Kleinschwechat über das aufgelöste Kapuzinerkloster und den Freigrund im Markt Schwechat innehatte, umfasste zuletzt die Ortsobrigkeit über Kettenhof, Neukettenhof, Wienerherberg, Kleinschwechat und den Freigrund Schwechat. Der Sitz der Verwaltung befand sich im Schloss Altkettenhof.

## Geschichte
Letzte Inhaberin der Allodialherrschaft war die Tochter von Johann Anton Heidmann, Frau Barbara Karoline Mayer, deren Gatte Karl Mayer die Herrschaft im Jahr 1830 erworben hatte. Die Herrschaft wurde als Folge der Reformen 1848/1849 aufgelöst.